# 葉玄

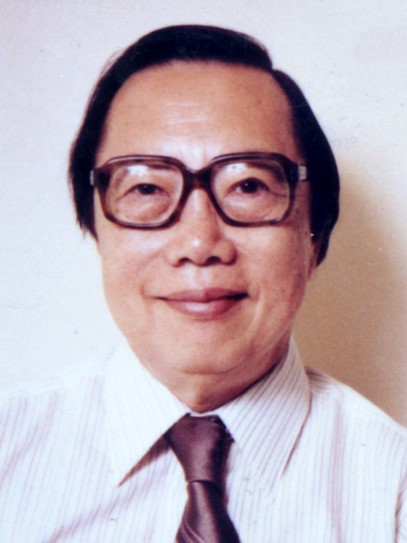
葉玄的中研院士简历肖像照

葉玄（1916年12月1日—），中華民國工程科學家。

## 生平
曾經獲得上海國立交通大學學士、南昌中央航空机械学校高級班、麻省理工學院博士與碩士等學位。
1950年至1956年擔任約翰·霍普金斯大學助理教授、副教授，同時曾擔任賓州大學工學院院長以及應用力學教授。1964年8月擔任國立中興大學應用數學系主任，1970年7月，當選成為第八屆中央研究院院士數理科學組院士。1978年時擔任了中華民國近代工程技術研討會能源組主持人，同時於1980年時共同創辦了工業技術研究院能源研究所，並且至1988年為止擔任能源研究所第一任所長。另外曾任中華民國太陽能學會第四屆及第五屆理事長，並在新竹科學園區光華開發科技股份有限公司擔任董事長。

## 外部連結
- 葉　玄